# Pallud
Pallud est une commune française située dans le département de la Savoie, en région Auvergne-Rhône-Alpes.

## Géographie

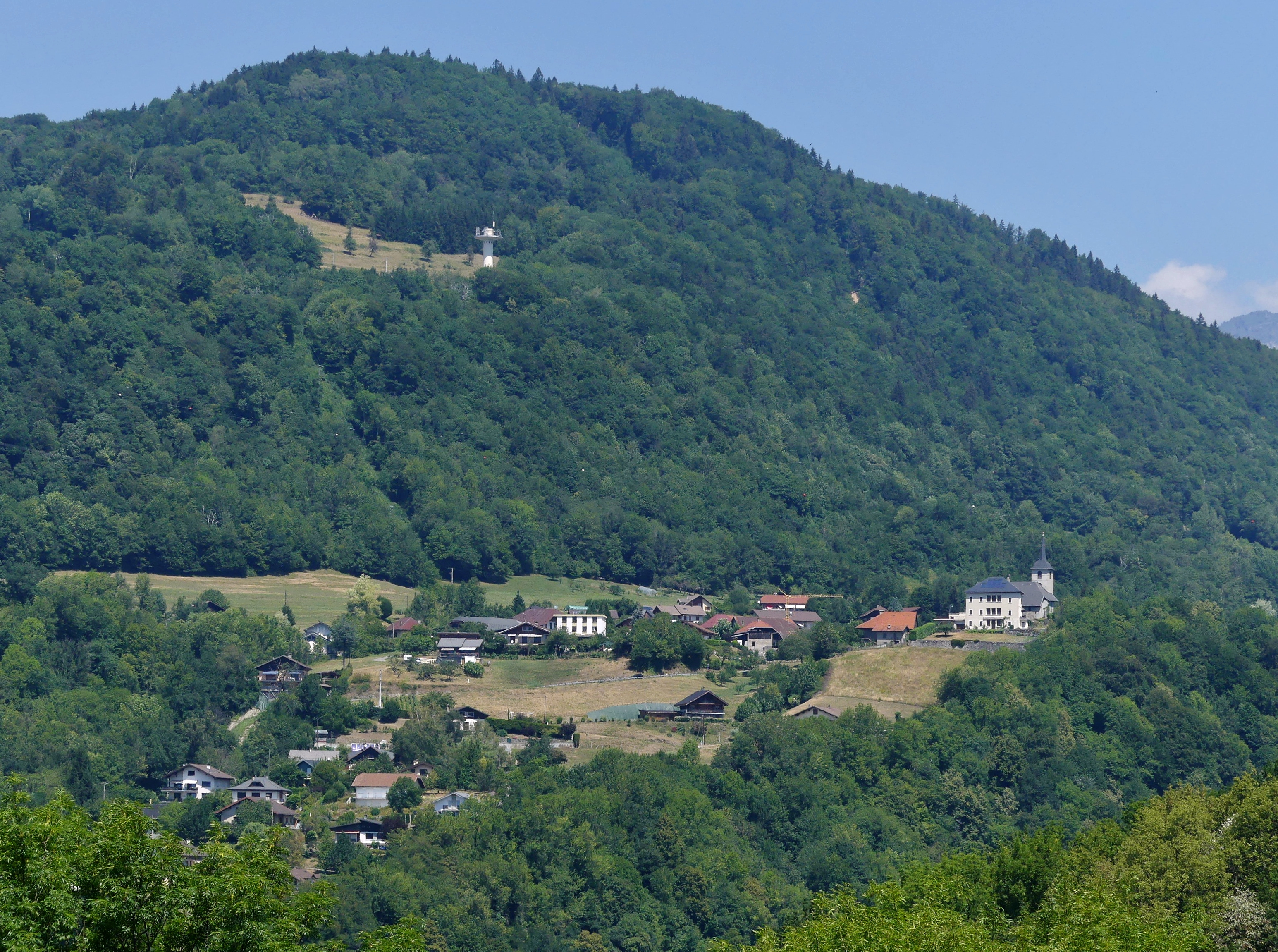
Vue de Pallud depuis Conflans.

La commune de Pallud est située à 1 km au nord-ouest d'Albertville, sur une colline qui surplombe la ville. Le village s'étend beaucoup plus en altitude qu'en superficie totale, et à l'exception d'une église et une école, la plupart des bâtiments sont des propriétés privées.

## Urbanisme

### Typologie
Au 1er janvier 2024, Pallud est catégorisée ceinture urbaine, selon la nouvelle grille communale de densité à sept niveaux définie par l'Insee en 2022.
Elle appartient à l'unité urbaine d'Albertville, une agglomération intra-départementale regroupant 17  communes, dont elle est une commune de la banlieue,,. Par ailleurs la commune fait partie de l'aire d'attraction d'Albertville, dont elle est une commune de la couronne,. Cette aire, qui regroupe 30 communes, est catégorisée dans les aires de 50 000 à moins de 200 000 habitants,.

### Occupation des sols
L'occupation des sols de la commune, telle qu'elle ressort de la base de données européenne d’occupation biophysique des sols Corine Land Cover (CLC), est marquée par l'importance des forêts et milieux semi-naturels (55,8 % en 2018), une proportion sensiblement équivalente à celle de 1990 (55,7 %). La répartition détaillée en 2018 est la suivante : 
forêts (55,8 %), zones agricoles hétérogènes (39,2 %), zones urbanisées (3,8 %), zones industrielles ou commerciales et réseaux de communication (1,3 %).
L'IGN met par ailleurs à disposition un outil en ligne permettant de comparer l’évolution dans le temps de l’occupation des sols de la commune (ou de territoires à des échelles différentes). Plusieurs époques sont accessibles sous forme de cartes ou photos aériennes : la carte de Cassini (XVIIIe siècle), la carte d'état-major (1820-1866) et la période actuelle (1950 à aujourd'hui).

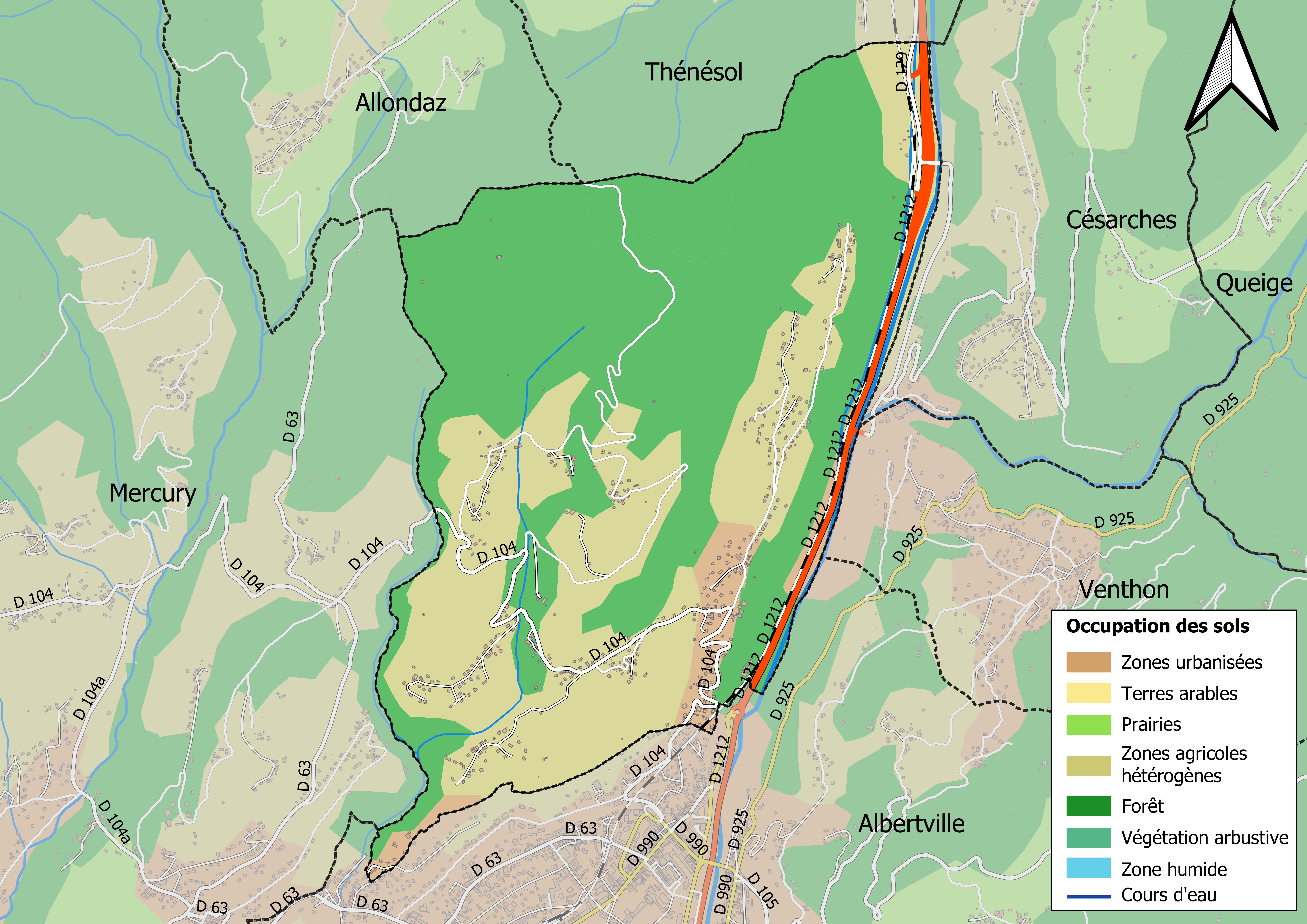
Carte des infrastructures et de l'occupation des sols en 2018 (CLC) de la commune.
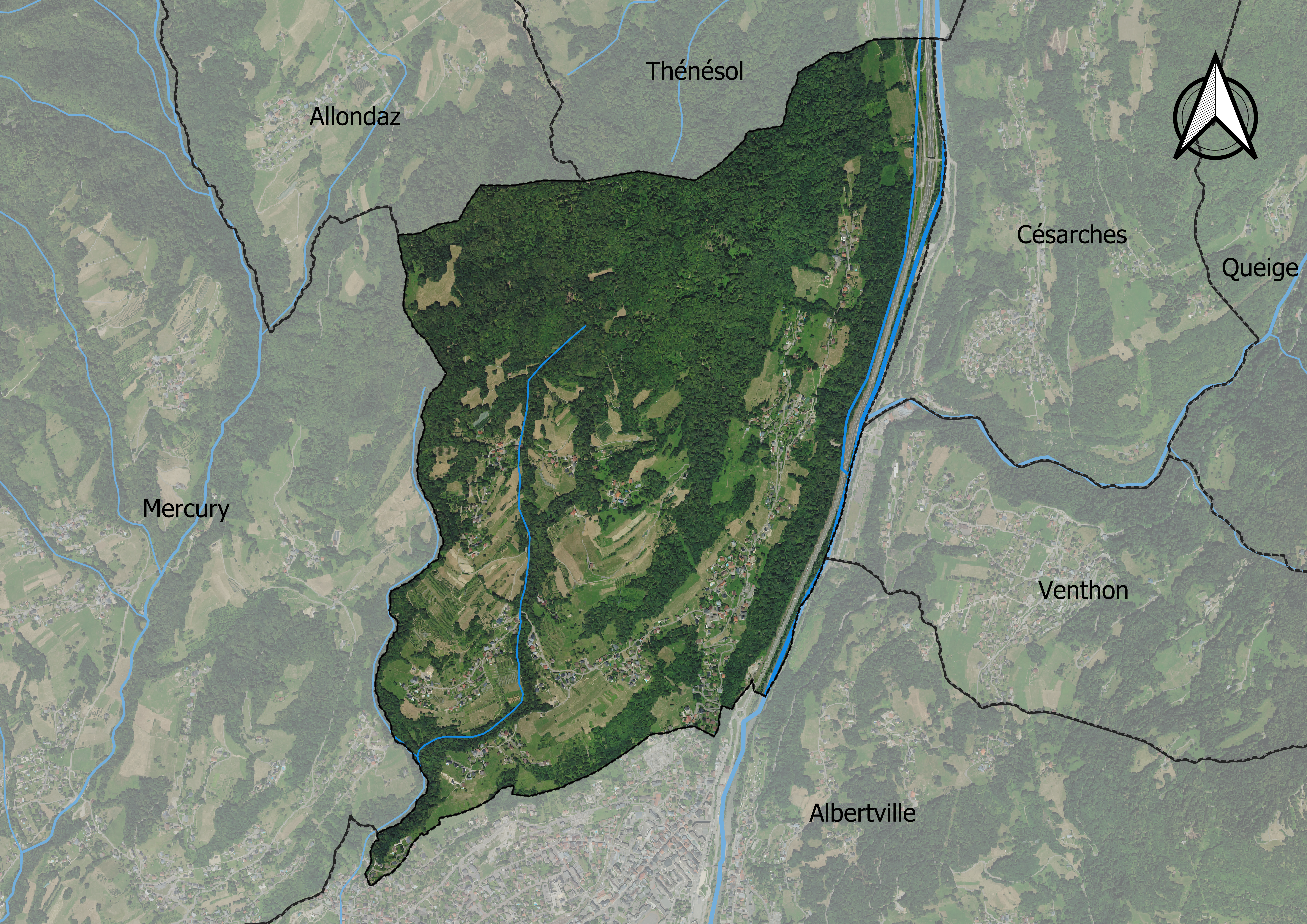
Carte orthophotogrammétrique de la commune.

## Toponymie
L’origine du nom « Pallud » reste indéterminée. Elle peut provenir de Villa Paludis, domaine d’un dénommé Palud, ou bien de palus, paludis, zone marécageuse.
En francoprovençal, le nom de la commune s'écrit Paleu, selon la graphie de Conflans.

## Histoire
À l’époque romaine, Pallud fut un lieu de passage obligé sur l’axe reliant Milan à Genève, en passant par Albertville (l’ancien pont de bois face à la rue Bugeaud, puis Saint-Sigismond, la Croix de l’Orme, Pertuis, Létraz), Faverges, et Annecy.
Jusqu’au début du 19e, la route provinciale menant d’Albertville à Ugine se situait sur le tracé de l’Ancienne route de Pallud, suivait la route communale actuelle puis passait par le chemin dit de Pierre Taillée jusqu’au pied de la commune de Thénésol. La route directe vers Ugine, longeant l’Arly, dont le chantier débuta seulement en 1813, a été achevée en 1817.
La route départementale actuelle reliant Pallud à Albertville fut mise en service en 1866.
Sur les anciennes cartes postales on peut voir que les coteaux de Pallud depuis le Chaudan étaient recouverts de vignes. Il a dû en être ainsi depuis fort longtemps. Dans une lettre de 1769, adressée à Monsieur de Bongain, on lit à ce propos : « …vous m’avez envoyé de votre vin blanc, je le trouve fort bon, et je crois qu’il est temps de le mettre en bouteille pour lui conserver sa force ».

## Politique et administration
| Période                                  | Période                  | Identité                | Étiquette | Qualité |
| ---------------------------------------- | ------------------------ | ----------------------- | --------- | ------- |
| 1861                                     | 1870                     | Thomas De Bongain       | ...       | ...     |
| 1870                                     | 1871                     | Maurice Miège           | ...       | ...     |
| 1871                                     | 1878                     | Claude Félix Bouvier    | ...       | ...     |
| 1878                                     | 1881                     | Jacques Mollière        | ...       | ...     |
| 1881                                     | 1885                     | Claude Félix Bouvier    | ...       | ...     |
| 1885                                     | 1900                     | Charles Félix Mercier   | ...       | ...     |
| 1900                                     | 1919                     | Antoine Ducray          | ...       | ...     |
| 1919                                     | 1933                     | Joseph Mollière         | ...       | ...     |
| 1933                                     | 1935                     | Jacques Michel Mollière | ...       | ...     |
| 1935                                     | 1944                     | Marie-Joseph Miège      | ...       | ...     |
| 1944                                     | 1953                     | François Durand         | ...       | ...     |
| 1953                                     | 1961                     | Julien Joseph Lachenal  | ...       | ...     |
| 1961                                     | 1971                     | René Brun               | ...       | ...     |
|                                          |                          |                         | ...       | ...     |
| 1971                                     | mars 2001                | Marcel Gardet           | ...       | ...     |
| mars 2001                                |                          | Emmanuel Chardonnet     | ...       | ...     |
| mars 2014                                | En cours (au avril 2014) | James Dunand            | ...       | ...     |
| Les données manquantes sont à compléter. |                          |                         |           |         |

## Démographie
L'évolution du nombre d'habitants est connue à travers les recensements de la population effectués dans la commune depuis 1793. Pour les communes de moins de 10 000 habitants, une enquête de recensement portant sur toute la population est réalisée tous les cinq ans, les populations de référence des années intermédiaires étant quant à elles estimées par interpolation ou extrapolation. Pour la commune, le premier recensement exhaustif entrant dans le cadre du nouveau dispositif a été réalisé en 2008.

En 2022, la commune comptait 792 habitants, en évolution de +3,13 % par rapport à 2016 (Savoie : +3,63 %, France hors Mayotte : +2,11 %).
| 1793 | 1800 | 1806 | 1822 | 1838 | 1848 | 1858 | 1861 | 1866 |
| ---- | ---- | ---- | ---- | ---- | ---- | ---- | ---- | ---- |
| 481  | 493  | 569  | 546  | 581  | 620  | 512  | 492  | 512  |

| 1872 | 1876 | 1881 | 1886 | 1891 | 1896 | 1901 | 1906 | 1911 |
| ---- | ---- | ---- | ---- | ---- | ---- | ---- | ---- | ---- |
| 492  | 507  | 500  | 508  | 479  | 467  | 460  | 506  | 469  |

| 1921 | 1926 | 1931 | 1936 | 1946 | 1954 | 1962 | 1968 | 1975 |
| ---- | ---- | ---- | ---- | ---- | ---- | ---- | ---- | ---- |
| 441  | 461  | 418  | 359  | 372  | 377  | 366  | 346  | 426  |

| 1982 | 1990 | 1999 | 2006 | 2008 | 2013 | 2018 | 2022 | - |
| ---- | ---- | ---- | ---- | ---- | ---- | ---- | ---- | - |
| 524  | 582  | 597  | 637  | 648  | 742  | 792  | 792  | - |

## Culture locale et patrimoine

### Lieux et monuments

#### L'église
Église placée sous le patronage de Saint Félix. Le nouvel édifice, de style néoroman, est construit en 1882.
En 1184, il est fait mention de Ecclesia de Palud. La paroisse de Pallud fut rattachée au chapitre de Moutiers en 1170, l'édification de l'église est antérieure à cette date.
 L’abside à fond plat, probablement depuis l’origine, comme cela se faisait pour les églises de campagne, est épaulée par des contreforts d'angle massifs.
Lors de sa visite pastorale de 1632, Mgr de Chevron-Villette fait état des chapelles intérieures à droite et à gauche du chœur, telles qu’elles existent actuellement.
De 1880 à 1885 on a procédé à des travaux de réfection et d'agrandissement : augmentation de la surface qui est passée de 130 m2 à 240 m2, renforcement des murs extérieurs par des contreforts, exhaussement portant la hauteur des voûtes de 4,25 mètres à 7,50 mètres et 6,25 mètres pour les bas-côtés, ajout d’une travée supplémentaire. C'est à cette époque que l'édifice prend sa forme actuelle. Comme en de nombreux villages, le cimetière se trouvait tout autour de l’église, on trouve d'anciennes stèles sur le mur nord.

#### Le château de Bongain
On aperçoit depuis Albertville une grosse maison à trois étages qui surplombe la ville. En 1497, Antoine de Bongain épouse « Dlle Louise de Saint-Jeoire, de la paroisse de la Palud, au mandement de Chevron en Tarentaise… Elle apporta à son mari la maison forte et biens de Beauvoir ». Les époux s’établissent à Pallud. Jean de Bongain lui succède. « Il demeura dans Pallud pour conserver et rétablir la maison que divers accidents de guerre, de querelles et incendies avaient notablement affaiblie sous son père qui avait tué en duel un des seigneurs de la maison de Beaufort. Sa maison fut aussi pillée et brûlée quand le roi François Ier envahit la Savoie et les états de S.A.S Charles le Bon en 1535. ». La demeure a connu des améliorations successives. Son architecture révèle des éléments datant du XVe siècle et essentiellement du XVIIe siècle. Une poutre peinte ornée de motifs, qui appartenait au plafond de la salle à manger, porte la date de 1678. Sur le porche abritant la partie supérieure d’une superbe grille en ferronnerie, on lit celle de 1669. L'édifice comprenait un étage supérieur et quatre tourelles (certainement des échauguettes, car il ne subsiste aucun vestige de ces constructions, ni à la base du bâtiment, ni dans les combles). Ces éléments furent démolis à la Révolution. La partie supérieure de la petite tour Ouest, à l'entrée de la cour intérieure, toujours visible sur une carte postale de 1910, n'a pas pu être conservée par la suite. Juché sur son promontoire rocheux l'édifice devait avoir fière allure. On peut lire ce témoignage datant du 16 octobre 1813 : « On passe près du Château de Bongain (à Pallud), qui est bien plus haut que quatre fois celui d'Annecy, et qui semble par son élévation, plutôt reposer sur les nuages que sur la terre ». Après avoir appartenu durant quatre siècles à la famille de Bongain, en 1848 le bâtiment fut cédé par Marie-Thomas de Bongain à la commune de Pallud qui le réaménagea en mairie-école. En 1974 il fut acheté par les actuels propriétaires.

#### Les vieilles maisons
Les bases de la plupart des anciennes maisons de Pallud sont sans doute antérieures au XVIIIe siècle. En effet, elles figurent déjà sur la carte de 1729 établie par l'État sarde, à cette fin de répartir l'imposition. Jean-Jacques Rousseau participa à la réalisation de la Mappe Sarde, ainsi qu'il l'écrivit dans ses Confessions : deux ou trois cents hommes, tant arpenteurs qu'on appelait géomètres, qu'écrivains qu'on appelait secrétaires, furent employés à cet ouvrage, et c'était parmi ces derniers que Maman m'avait fait inscrire.

### Tableaux

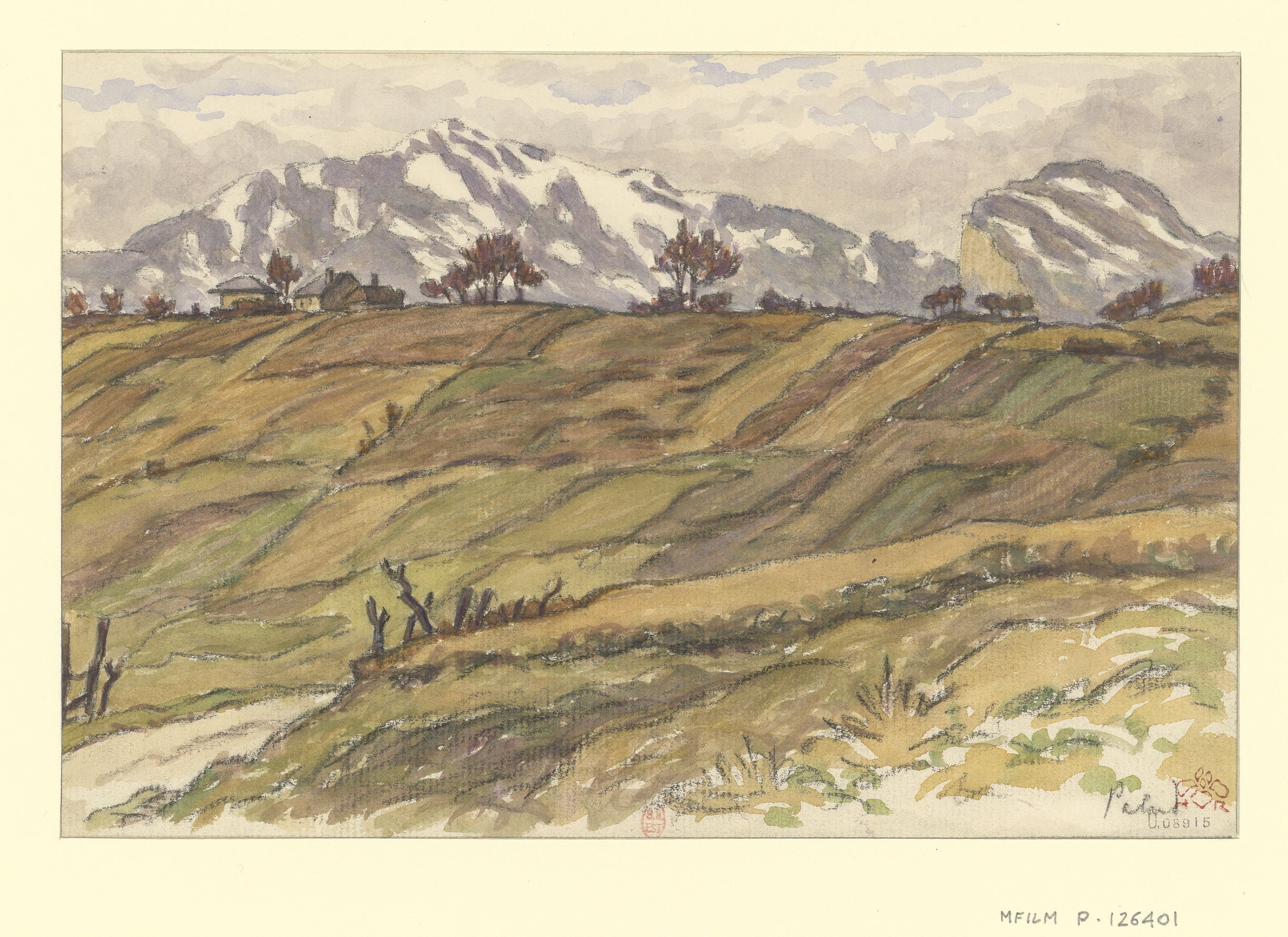
Henri Rivière : Pallud [Savoie] (dessin, 1918).

### Personnalités liées à la commune
- Pierre-Louis Molière, grognard de la Révolution et de l'Empire, auteur d'un mémoire sur ses 15 ans de campagne[21], est originaire de Pallud.

### Héraldique
| Blason de Pallud | Blason  | D'azur à quatre fasces d'or.                         |
| Blason de Pallud | Détails | Officiel, présent sur le site internet de la commune |